# Brtnice (rivière)
La Brtnice est une rivière de Tchéquie de 30 km de long qui est un affluent de la Jihlava et donc un sous-affluent du Danube, par la Svratka, la Thaya et la Morava.